# China Aerospace Science and Technology Corporation
De China Aerospace Science and Technology Corporation (CASC) is een Chinees staatsbedrijf in de lucht- en ruimtevaart en de voornaamste aannemer van het Chinese ruimtevaartprogramma.
De dochterbedrijven van CASC ontwikkelen en bouwen ruimtetuigen, draagraketten, en grondinfrastructuur. CASC heeft ook een afdeling die werkt aan strategische en tactische raketsystemen.
- International Standard Name Identifier: 0000 0001 0302 476X
- Library of Congress Control Number: n2008005939
- Virtual International Authority File: 153832450